# Condado de Cardona (1722)

Escudo de Cardona, (Barcelona), España.

El condado de Cardona es un título nobiliario español creado el 1 de marzo de 1722 por el Archiduque Carlos de Austria y confirmado por Felipe V con grandeza de España el 28 de octubre de 1727 a favor de José Folch de Cardona y Eril.

## Denominación
Su denominación hace referencia a la localidad de Cardona, en la provincia de Barcelona, España.

## Condes de Cardona
|                                 | Titular                                 | Periodo               |
| Creación por Felipe V           | Creación por Felipe V                   | Creación por Felipe V |
| ------------------------------- | --------------------------------------- | --------------------- |
| I                               | José Folch de Cardona y Eril            | 1727-                 |
| Rehabilitación por Alfonso XIII |                                         |                       |
| II                              | María Isabel Osorio de Moscoso y López  | 1911-                 |
| III                             | Rafael de la Cierva y Osorio de Moscoso |                       |
| IV                              | Rodrigo Rafael de la Cierva y Rotaeche  | 2011-actual titular   |

## Historia de los Condes de Cardona
- José Folch de Cardona, I conde de Cardona

Rehabilitado en 1911 por:
- María Isabel Osorio de Moscoso y López (1893-1891), II condesa de Cardona,XIV marquesa de Mairena, XIV condesa de Arzarcóllar. Sin descendientes. Le sucedió, de su hermana María Rafaela Osorio de Moscoso y López , III duquesa de Terranova, XIV marquesa de Poza, VII condesa de Garcíez que casó con Antonio de la Cierva y Lewita, II conde de Ballobar, el hijo de ambos, por tanto su sobrino:

- Rafael de la Cierva y Osorio de Moscoso (1927-2009), III conde de Cardona, XV conde de Arzarcóllar, VIII conde de Garcíez.

1. Casó con María del Carmen García-Bermúdez Fernández. Le sucedió, de su hijo Rafael de la Cierva y García-Bermúdez que casó con Beatriz Rotaeche y Ozores, el hijo de ambos, por tanto su nieto:

- Rodrigo Rafael de la Cierva y Rotaeche (n. en 1985), IV conde de Cardona.